# SPIP
SPIP (acronimo per Système de Publication Pour l'Internet Participative) è un sistema di gestione dei contenuti (content management system) sotto licenza GNU General Public License (GPL).
In realtà, il nome deriva da un personaggio dei fumetti, lo scoiattolo Spip, amico di Spirou. Per questo il simbolo di SPIP è tuttora lo scoiattolo.
Basato su LAMP (Linux, Apache, PHP, MySQL), SPIP utilizza un proprio linguaggio fatto di cicli, segnaposti e filtri, che permette la realizzazione di un sito dinamico senza conoscere minimamente né il linguaggio PHP né il linguaggio SQL.
Nato in origine per gestire redazioni online, la vocazione principale di SPIP è ancora visibile nel suo back-end, in cui i partecipanti alla vita del sito si trovano in una vera e propria redazione virtuale, con possibilità di scambiarsi messaggi e commenti sui contenuti.
Dalla versione 1.9 si è aggiunta una modularità, facilitando così l'estensione delle funzionalità di SPIP tramite plug-in che possono essere installati e disinstallati a piacimento.
In Italia, SPIP ha cominciato a diffondersi con la versione 1.6, da quando, cioè, si è iniziata la traduzione in italiano dell'area riservata prima e della documentazione poi.